# フリードリヒ・ヘルダーリン

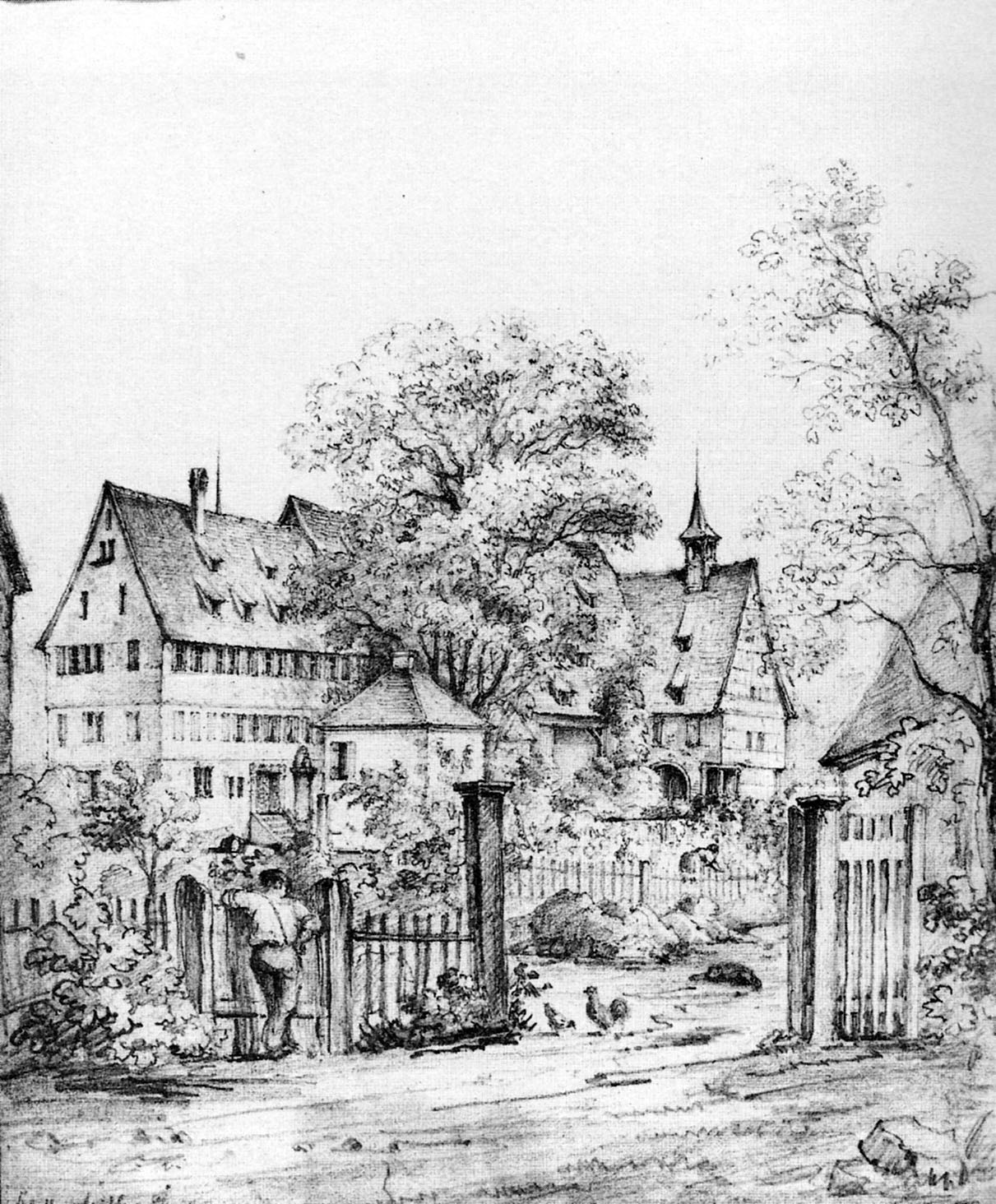
ヘルダーリンの生家（作者不詳、1840年頃）

ヨハン・クリスティアン・フリードリヒ・ヘルダーリン（Johann Christian Friedrich Hölderlin, ドイツ語発音: [ˈjoːhan ˈkʁɪsti.aːn ˈfʁiːdʁɪç ˈhœldɐliːn], 1770年3月20日 - 1843年6月6日）は、ドイツの詩人、思想家。
ラウフェンに説教師の息子として生まれ、テュービンゲン大学で神学生としてヘーゲル、シェリングとともに哲学を学ぶ。卒業後は神職にはつかず各地で家庭教師をしながら詩作を行い、書簡体小説『ヒュペーリオン』や多数の賛歌、頌歌を含む詩を執筆したが、30代で統合失調症を患いその後人生の半分を塔の中で過ごした。
生前はロマン派からの評価を受けたものの大きな名声は得られなかったが、古代ギリシアへの傾倒から生まれた汎神論的な文学世界はロマン主義、象徴主義の詩人によって読み継がれ、ニーチェ、ハイデッガーら思想家にも強い影響を与えた。

## 生涯

### 生い立ちから神学生時代
1770年3月20日、ネッカー河畔の町ラウフェンに生まれた。父ハインリヒ・フリードリヒ・ヘルダーリン（1736年 - 1772年）は尼僧院の説教師、母ヨハンナ・クリスティアーナ・ヘルダーリン（旧姓ハイン、1748年 - 1828年）は牧師の娘であった。ヘルダーリンは長男であり、父母はその後2子をもうけたが、ヘルダーリンがまだ2歳3ヵ月のときに父が卒中で死去した。この2年後、母は官吏ヨハン・クリストフ・ゴック（1748年 - 1779年）と再婚し、一家はゴックの勤め先であるニュルティンゲンに移住した。母とゴックとの間には4人の子が生まれたが、この義父も結婚から7年後に高熱がもとで死去した。なお、母ヨハンナがもうけた7人の子供のうち成長しえたのはヘルダーリンと2歳下のハインリーケ、異父弟のカールのみで、残りの4人はまだ幼いうちに死去している。
1779年からニュルティンゲンのラテン語学校に通った後、1784年10月に国家試験を受けてデンケンドルフ初等僧院学校に入学、1786年から上級課程にあたるマウルブロン校に通った（マウルブロン校はおよそ100年後にヘルマン・ヘッセが通う神学校であり、ヘッセはここからの脱走の過程を『車輪の下』で描いている）。在学時ヘルダーリンはクロプシュトック、シラー、オシアンなどの詩を読み、自らも多くの詩を作った。ことにシラーに関しては、その詩風のほかに美学論文からも多大な影響を受けている。
1788年、テュービンゲン大学神学校に入学する。同級生であったヘーゲル、シェリングと親交を結んだ。2人とともにカント、ライプニッツ、スピノザの哲学を学び、フリードリヒ・ハインリヒ・ヤコービの『スピノザ書簡集』を通じてスピノザの汎神論に感銘を受けている。1789年にはフランス革命に感動し「自由賛歌」「友情賛歌」などの長詩を書いた。
1791年、ゴットホルト・フリードリヒ・シュトイドリーンによる『1792年版 詩神年鑑』に「調和の女神への賛歌」など数編の詩が掲載され、詩人としてのデビューを飾る。翌年の『1793年版 詩歌選』にも多数の参加が掲載された。1793年5月には『ヒュペーリオン』の第一稿（現存しない）をシュトイドリーンの前で朗読している。

### 家庭教師時代
1793年6月に大学を卒業,  聖職に就くことを拒否し、シュトイドリーンの推薦によってシラーに紹介され、シラーの友人でヴァルタースハウゼンに住むシャルロッテ・フォン・カルプの息子フリッツの家庭教師となった。ヘルダーリンは教師をしながら『ヒュペーリオン』の執筆を進め、若い未亡人ヴィルヘルミーネ・キルムスと親しくなった。1794年、フリッツとともにイェーナに滞在、イェーナ大学でフィヒテの講義を聴き、シラー、ゲーテ、フィヒテと知り合った。この年11月、シラーの編集の『ターリア』に『断片ヒュペーリオン』が掲載される。1795年1月にカルプ家との雇用関係を解消し、6月に故郷ニュルティンゲンに戻る。

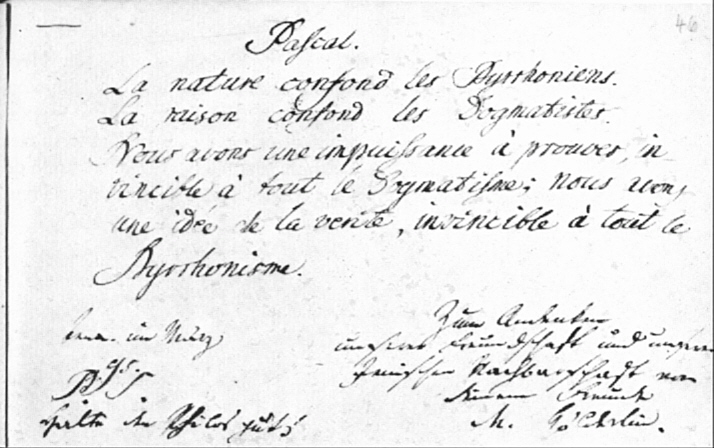
記念帳へのヘルダーリンのサイン（イェーナ、1795年）

1796年、フランクフルトの銀行家ヤーコプ・ゴンタルトの長男ヘンリーの家庭教師となる。ゴンタルト家の夫人ズゼッテに強い愛情を抱き、彼女は『ヒュペーリオン』における運命の女性ディオティーマのモデルとなった。1798年春第1巻がコッタ出版より刊行されている。この時期フランクフルトでシェリング、ヘーゲルと再会し、論文断片「ドイツ観念論最初の体系計画」を共同で執筆した（1796年末 - 1797年2月頃）。しかしゴンタルトがヘルダーリンと夫人との恋愛に気付くようになり、1798年に家庭教師を辞し、旧友イザーク・フォン・ジンクライルの住むフランクフルト近郊ホンブルクに移った。この頃、戯曲『エンペドクレス』の執筆をはじめる。ズゼッテとはその後も手紙のやり取りを続け、1か月に1度ほどの頻繁な会合を続けた。
1800年5月、シュトゥットガルトの富裕な織物商ゲオルク・クリスティアン・ランダウアーのもとに数か月滞在、安息のうちに「パンと葡萄酒」「シュトゥットガルト」「メノン ディオティーマを悼む」などの詩を執筆する。1801年1月、スイスのハウプトヴィルにて旧家ゴンツェンバッハ家の教師となるが、3か月で解雇されニュルティンゲンに戻る。1801年12月にフランスへ行き、ボルドーの領事で葡萄酒業者のマイヤー家の教師を短期間務めた後、5月に帰国する。このときシュトゥットガルトの友人宅を訪れているが、心身ともに非常にやつれており、ヘルダーリン本人とはほとんど分からないような状態だったという。この頃よりヒポコンデリーの重い発作に見舞われるようになる。6月、ズゼッテ死去の報を受け衝撃を受ける。
10月にニュルティンゲンの実家に戻り、ソポクレス、ピンダロスの翻訳の没頭（1804年に出版）彼らを手本として多くの賛歌を執筆する。1804年、ジンクライルの仲介でホンブルク方伯フリードリヒ・ルートヴィヒ5世の宮廷図書館司書の職を得る。ルートヴィヒに賛歌「パトモス」を献じた。五女のアウグステはヘルダーリンの熱心な読者であった。

### 塔の中での後半生
1805年2月、ヘルダーリンを支えていた友人ジンクライルがヴュルテンベルク選帝侯フリードリヒ1世暗殺計画に加担した疑いで逮捕される。ヘルダーリンにも捜査が及んだが、精神鑑定の末狂気を理由に逮捕を免れた。7月にジンクライルの無実が明らかになるが、このときヘルダーリンは「自分はジャコバン派なんかじゃない」と何度も絶叫していたという。

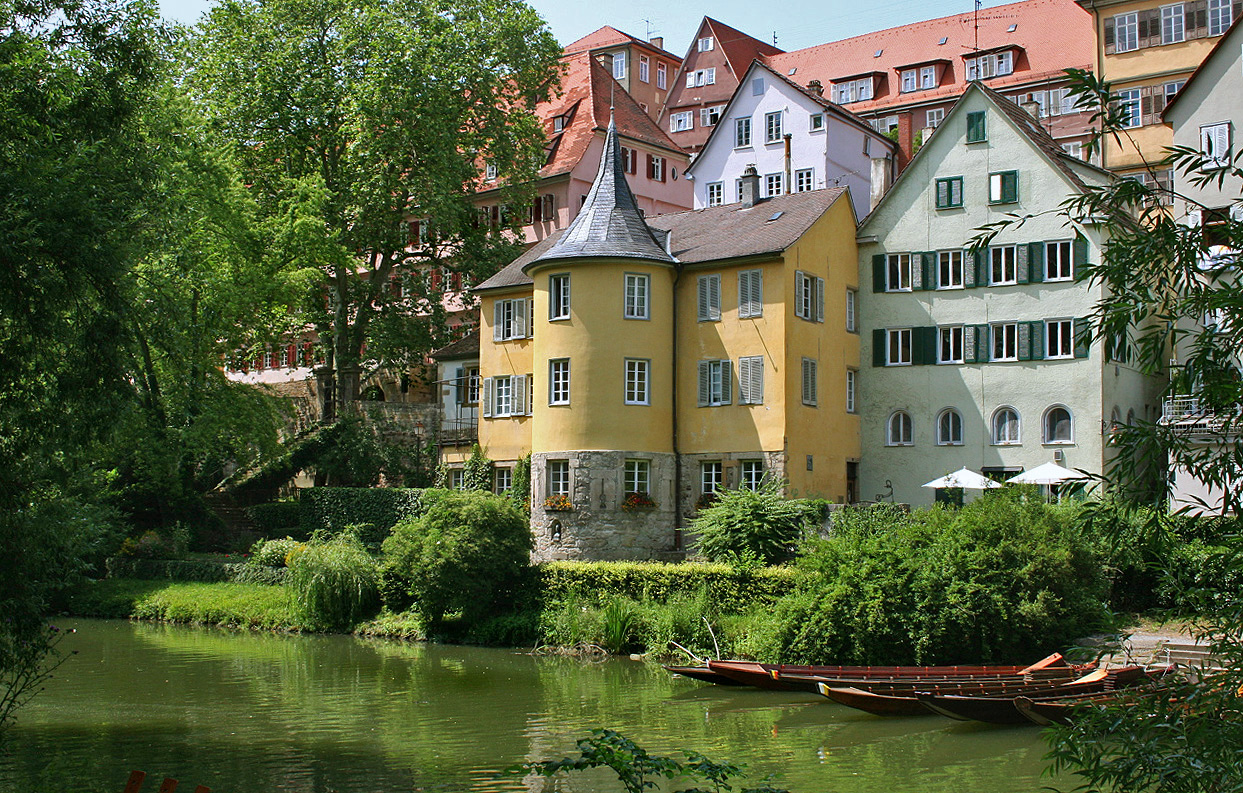
ヘルダーリン塔（2005年撮影）

1806年の夏ごろには異常な言動が目立つようになり、ジンクライルによってテュービンゲン大学医学部精神科へ診療のため連れて行かれた。8か月の入院ののち、回復の見込みなしと診断されて自宅療養を言い渡され、テュービンゲンの家具職人で『ヒュペーリオン』の熱心な読者であったエルンスト・フリードリヒ・ツィンマーに引き取られた。彼の部屋はツィンマー家の川に面した側で、半円形に突き出た塔の中にあり、折々詩作を行いながらその後の生涯をこの塔の中で過ごした。この塔は現在「ヘルダーリン塔」として知られている。
1822年よりヘルダーリンのもとにヴィルヘルム・ヴァイブリンガーやエドゥアルト・メーリケらが訪れている。特にヴァイブリンガーは彼と気が合い、ともに連れ立ってエスターベルク丘へ散歩に出かけるなどしている。ヴァイブリンガーは1823年にヘルダーリンを主人公とした小説『フェアトーン』を発表しており、死の翌年の1831年にはヘルダーリンの評伝が刊行されている。
1843年、胸水腫のため、塔の自室で没した。

## 受容と影響
ヘルダーリンの詩は同時代人のゲーテ、シラーからはその表現の冗長性や主観性が批判されていた。同時代人で彼の詩に高い評価を与えたのはロマン派の人々である。アウグスト・ヴィルヘルム・シュレーゲルが、『1799年版 知的女性のためのポケット年鑑』において発表された「ドイツ人に寄せる（An die Deutschen）」、「運命の女神たちに寄せる（An die Parzen）」などの詩を文芸新聞『一般文学新報』で高く評価し、彼の将来性を指摘した。続いてクレメンス・ブレンターノが「夜（Die Nacht）」（｢パンと葡萄酒（Brod und Wein）」の第1節を独立に発表したもの）を激賞し、『1807年版 詩神年鑑』に「シュトゥットガルト（Stutgard）」などが掲載された際にはフリードリヒ・シュレーゲル、ルートヴィヒ・ティークらが高い評価を与えた。
生前に 詩集は1826年に発表されたもの1冊しか出ておらず、交友のあったグスタフ・シュヴァープ、ルートヴィヒ・ウーラントを中心とする同郷の詩人たちによって出版された。死の直後1846年にはクリストフ・テオドール・シュヴァープ（グスタフの息子）の手になる『ヘルダーリン全集』2巻が刊行され、以降19世紀末から20世紀初頭にかけてまとまった全集が数種刊行されている。20世紀に入ると、象徴派の詩人ゲオルゲから注目され、ゲオルゲ派の詩人ノルベルト・フォン・ヘリングラートを中心に、散逸状態にあった未発表の手稿が集められ、狂気の産物とも見なされていた後期の詩篇をはじめて本格的に収録した全集が編まれた（1913年-1923年）。後期の詩は表現主義の詩人ゲオルク・トラークルにも影響を与えている。
著作はドイツの哲学者・思想家にもさまざまな影響を与えている。フリードリヒ・ニーチェは青年期に『ヒュペーリオン』『エンペドクレス』を読んで感銘を受け、この体験が『ツァラトゥストラはこう言った』を中心に彼の著作に影響を及ぼしている。ヴィルヘルム・ディルタイは主著の一つ『体験と詩作』（1905年）でヘルダーリンを論じ、彼の予言性、普遍性を強調した。マルティン・ハイデッガーはヘルダーリンを「詩人の詩人」と呼び、1934年から10年にわたりヘルダーリンの著作に向き合った。以後もヴァルター・ベンヤミン、テオドール・アドルノ、ペーター・ソンディ、フィリップ・ラクー＝ラバルトら多数の思想家がヘルダーリンをそれぞれに読み解いている。

### 日本における影響
日本では大正時代に詩人・翻訳家の生田春月がヘルダーリンに注目し、詩数編の翻訳と小伝の執筆を行っている。昭和の文芸評論家保田與重郎も早い時期にヘルダーリンに注目し、「清らかな詩人 ヘルデルリーン覚え書」（1933年）において『ヒュペーリオン』などに近代人の苦悩の典型を見出すという論考を行った。詩人では伊東静雄が学生時代からドイツ語でヘルダーリンを読んでおり、代表的な詩集『わがひとに与ふる哀歌』には『ヒュペーリオン』をはじめヘルダーリンからのさまざまな影響を見出すことができる。伊東に私淑していた三島由紀夫もヘルダーリンの古代ギリシアへの傾倒に注目しており、小説『絹と明察』でヘルダーリンに直接触れているほか、三島自身も2、3のヘルダーリンの詩の翻訳を試みている。さらに三島は随筆評論『小説家の休暇』において、自身の代表作『潮騒』で「協同体意識に裏附けられた唯心論的自然」を描こうとした際に、ヘルダーリンの『ヒュペーリオン』の「観念的な心象の自然描写」も念頭に置かれていたことを語っている。

## 主な翻訳文献
- 『ヘルダーリン全集』（全4巻）、手塚富雄、浅井真男、片山敏彦、谷友幸ほか訳、河出書房、1966年-1969年／新装版2007年
- 『ヘルダーリン詩集』 川村二郎訳、岩波文庫、2002年
- 『ヒュペーリオン ギリシアの隠者』 青木誠之訳、ちくま文庫、2010年
- 『ヒュペーリオン』 渡辺格司訳、岩波文庫、初版1936年、のち復刊
- 『悲劇 エムペードクレス』 谷友幸訳、岩波文庫、初版1953年、のち復刊